# ATC-kod H01: Hypofys- och hypotalamushormoner samt analoger
ATC-kod H01: Hypofys- och hypotalamushormoner samt analoger är en del av klassificeringssystemet ATC (Anatomical Therapeutic Chemical Classification System) för läkemedel och vissa andra medicinska produkter. ATC utvecklas av WHO och består av alfanumeriska koder indelade i grupper utifrån anatomi, medicinsk funktion och läkemedelstyp på 5 olika kodnivåer. Denna sida utgör innehållet i en specifik grupp på nivå 2.

## H01AHypofysframlobenshormonersamt analoger

### H01AAACTH
H01AA01 Kortikotropin
H01AA02 Tetrakosaktid

### H01ABTyrotropin(TSH)
H01AB01 Tyrotropin

### H01ACSomatropin(GH) och somatropinagonister
H01AC01 Somatropin
H01AC02 Somatrem
H01AC03 Mecasermin
H01AC04 Seremorelin

### H01AX Övriga hypofyshormoner och analoger
H01AX01 Pegvisomant

## H01BHypofysbaklobenshormoner

### H01BAAntidiuretiskt hormon, ADH
H01BA01 Vasopressin
H01BA02 Desmopressin
H01BA03 Lypressin
H01BA04 Terlipressin
H01BA05 Ornipressin
H01BA06 Argipressin

### H01BBOxytocinoch analoger
H01BB01 Demoxytocin
H01BB02 Oxytocin
H01BB03 Carbetocin

## H01CHypotalamushormoner

### H01CAGonadotropinfrisättandehormoner
H01CA01 Gonadorelin
H01CA02 Nafarelin
H01CA03 Histrelin

### H01CBTillväxthormonhämmare
H01CB01 Somatostatin
H01CB02 Octreotid
H01CB03 Lanreotid

### H01CC Gonadotropinantagonister
H01CC01 Ganirelix
H01CC02 Cetrorelix

### Engelska
- WHO Collaborating Centre for Drug Statistics Methodology - ATC Index
- WHO Collaborating Centre for Drug Statistics Methodology - ATCvet Index

### Svenska
- SIL online
- FASS.se - ATC
- FASS.se - Veterinär-ATC
- Sök läkemedelsfakta - Läkemedelsverket
- Socialstyrelsen : Klassifikationer
- Nationellt produktregister för läkemedel - NPL